# 白岩村 (福島県)
白岩村（しらいわむら）は福島県安達郡にかつて存在した村である。

## 地理
- 現在の本宮市、旧白沢村の東部に位置する。

## 歴史

### 村域の変遷
- 1889年（明治22年）4月1日 - 町村制施行により、白岩村・長屋村・稲沢村・松沢村が合併し安達郡白岩村が発足。
- 1955年（昭和30年）4月30日 - 白岩村は和木沢村の一部（和田と糠沢の一部）と合併し白沢村が発足。白岩村は消滅。

変遷表
| 1868年 以前 | 1868年 以前 | 明治22年 4月1日 | 昭和30年 4月30日 | 平成19年 1月1日 | 現在   |
| ----------- | ----------- | --------------- | ---------------- | --------------- | ------ |
|             | 白岩村      | 白岩村          | 白沢村           | 本宮市          | 本宮市 |
|             | 長屋村      | 白岩村          | 白沢村           | 本宮市          | 本宮市 |
|             | 稲沢村      | 白岩村          | 白沢村           | 本宮市          | 本宮市 |
|             | 松沢村      | 白岩村          | 白沢村           | 本宮市          | 本宮市 |

## 大字
- 白岩（しらいわ）
- 長屋（ながや）
- 稲沢（いなざわ）
- 松沢（まつざわ）

## 人口・世帯

### 人口
総数 [単位： 人]
| 1889年（明治22年） | 3,778 |
| 1920年（大正 9年） | 4,583 |
| 1947年（昭和22年） | 6,078 |

### 世帯
総数 [単位： 世帯]
| 1920年（大正 9年） | 916 |
| 1947年（昭和22年） | 965 |